# Georgina de Albuquerque
Georgina de Moura Andrade, coneguda amb el seu nom de casada, Georgina de Albuquerque   (Taubaté, 4 de febrer de 1885 - Rio de Janeiro, 29 d'agost de 1962), va ser una pintora i professora impressionista brasilera. Era coneguda pel seu interès pels temes femenins.
El seu marit Lucílio també era un pintor destacat i els dos estan fortament associats entre ells.

## Biografia

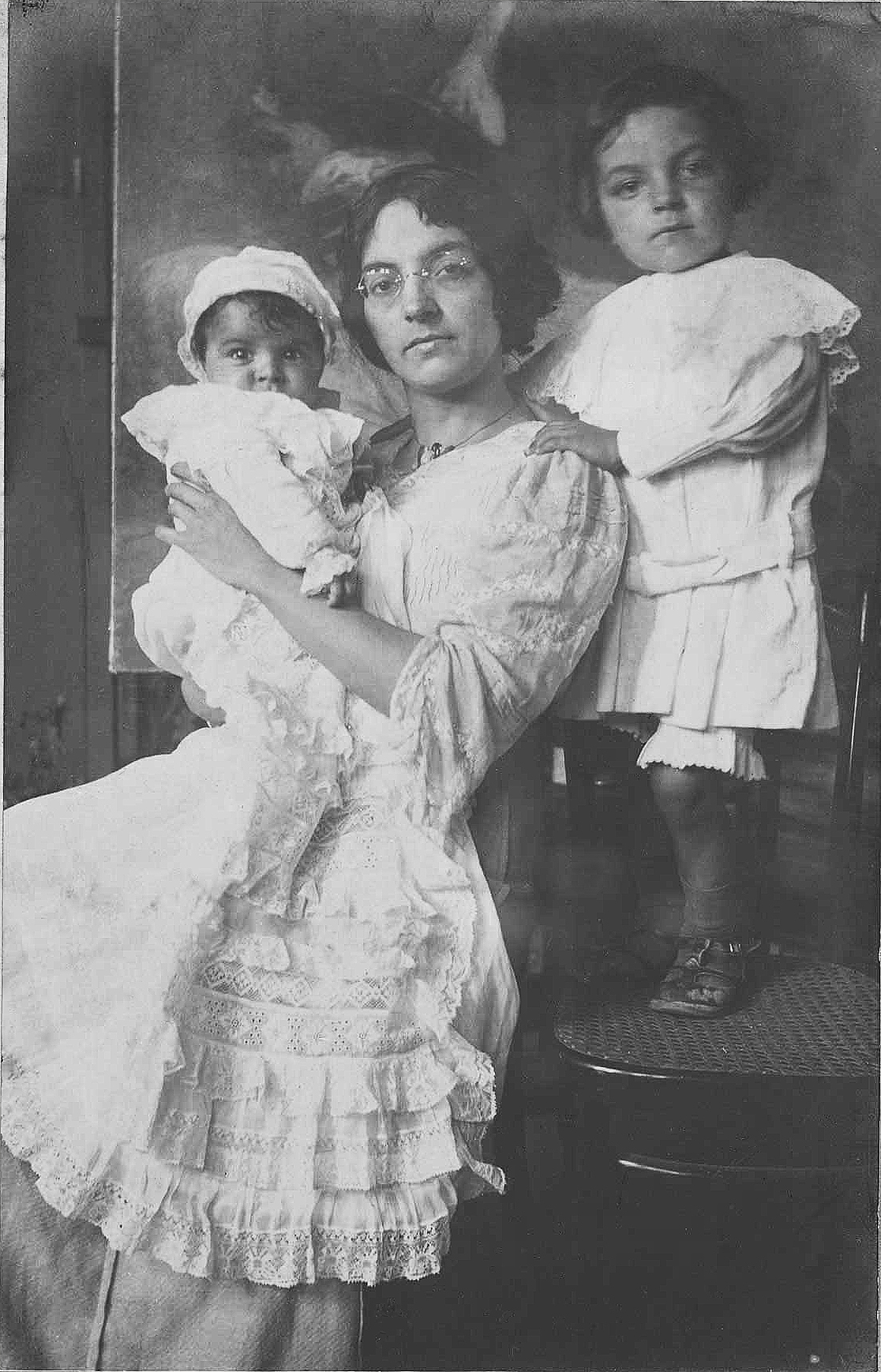
Georgina de Albuquerque fotografiada per M. Nogueira da Silva

Va néixer amb el nom de Georgina de Moura Andrade el 4 de febrer de 1885 a Taubaté, São Paulo. Va començar els seus estudis de pintura a 15 anys l'any 1900 a la seva Taubaté natal. Va ser tutoritzada a casa seva pel pintor italià Rosalbino Santoro, que li va ensenyar els principis bàsics de la pintura, com ara les lleis de la perspectiva i les tècniques de barrejar la pintura.
Es va traslladar a Rio de Janeiro el 1904 amb 19 anys, on es va matricular a l'Escola Nacional de Belas Artes (Escola Nacional de Belles Arts), i va estudiar amb Henrique Bernardelli. Es va traslladar a París el 1906, després de casar-se amb el pintor Lucílio de Albuquerque. A la capital francesa va assistir a l'École Nationale Supérieure des Beaux-Arts i a l'Académie Julian, on va ser alumna d'Henri Royer. El 1911 va tornar al Brasil i va exposar la seva obra a São Paulo. A partir d'aleshores va participar habitualment a l'Exposició General de Belles Arts.
El 1927 esdevingué professora a l'Escola Nacional de Belas Artes de Rio de Janeiro, on va ensenyar disseny artístic. Posteriorment va ser la primera dona en ocupar el càrrec de Directora (1952-1954). L'any 1935 va començar a impartir un curs d'arts decoratives a l'Institut d'Arts de la Universitat del Districte Federal. També va idear un curs pioner en dibuix i pintura per a nens.
L'any 1939 va quedar vídua i, un any després, va fundar el Museu Lucílio de Albuquerque al seu domicili, al barri de Laranjeiras. Georgina de Albuquerque va morir el 29 d'agost de 1962 a Rio de Janeiro, amb 77 anys.

## Estil artístic
Les pintures de Georgina de Albuquerque es basen habitualment en les tècniques pictòriques de l'impressionisme i les seves derivacions. Això es manifesta en l'elecció de paletes de colors, que s'exploren a través de les incidències lumíniques i la vibració cromàtica del quadre. Les obres de la pintora paulista també són reconegudes pel tractament del color i pel seu domini del dibuix de la figura humana. També hi ha, dins de les obres de Georgina, la prevalença dels colors clars, fruit de la investigació de l'artista sobre els efectes del sol sobre el cos humà.
Quan va tornar al Brasil el 1911, l'artista es trobava Influenciada per l'estètica impressionista d'artistes com Paul Gervais, professor seu a París, i va començar a plasmar en les seves obres els ensenyaments rebuts durant aquells cinc anys que va estar a Europa. És possible establir una relació de proximitat entre el procediment formal que Gervais utilitzava en els seus quadres i el de la brasilera, evident en les pinzellades lliures i en el caràcter “anecdòtic” de les formes que es representen.
L'etiqueta de pintora impressionista, comunament donada a Georgina de Albuquerque, és, però, qüestionada per altres crítics d'art, com Quirino Campofiorito i José Roberto Teixeira Leite. Segons el primer, l'impressionisme que arriba al Brasil ho fa de manera diluïda, «sense tota la seva autenticitat». Teixeira Leite, va anar més enllà, i afirmava que l'artista havia adquirit només una comprensió «simple» de la tècnica pictòrica impressionista.

### Sessão do Conselho de Estado

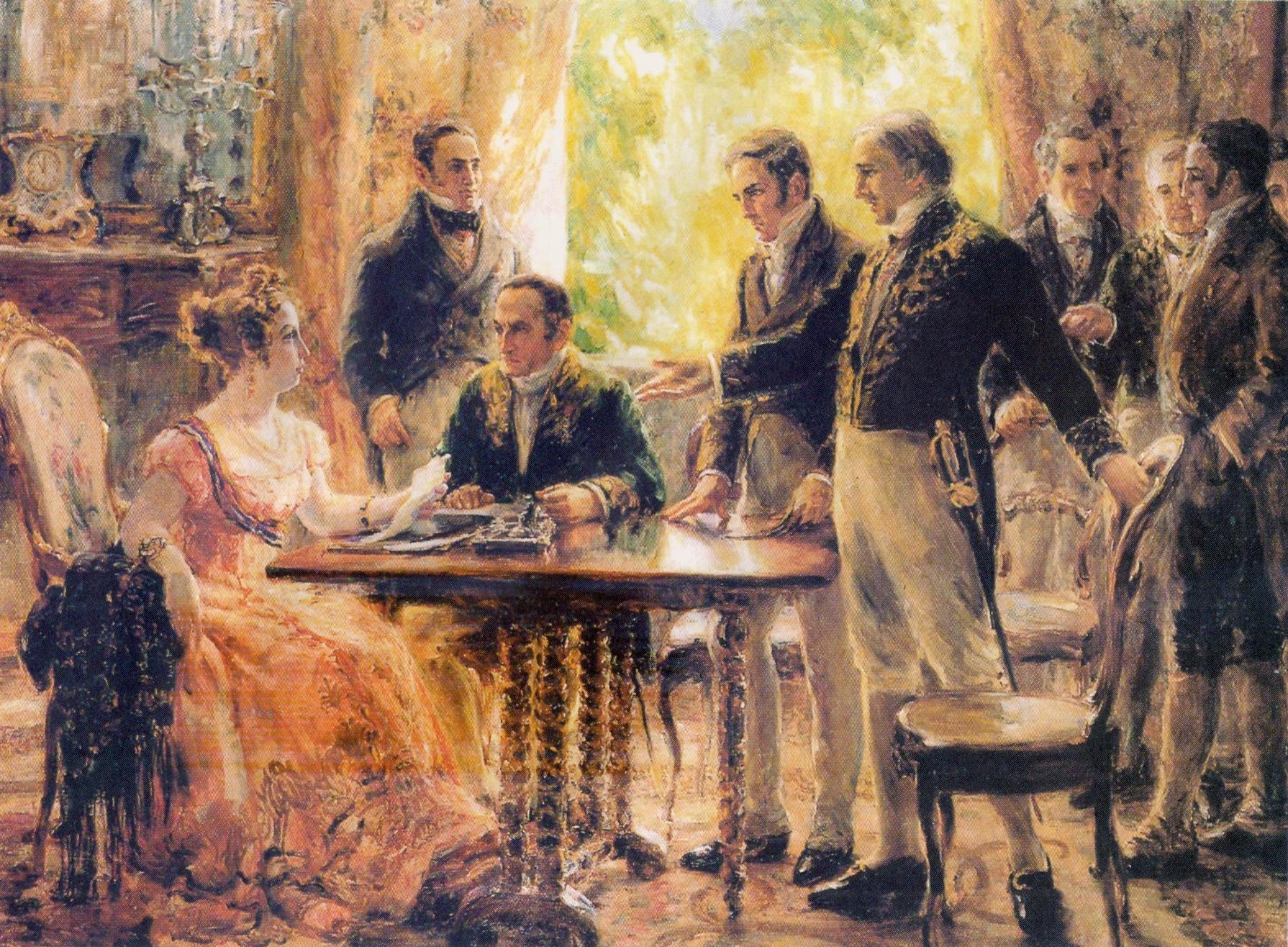
Sessão do Conselho de Estado.

Una de les obres més importants de la carrera d'Albuquerque fou Sessão do Conselho de Estado ("Sessió del Consell d'Estat"), de 1922. Fou pintat amb la tècnica d'oli sobre tela, en una panoràmica de 210 cm per 265 cm, i en el marc de la commemoració del 1r centenari de la Independència del Brasil. Actualment es troba al Museu Històric Nacional, a Rio de Janeiro.
El quadre s'allunya de la versió clàssica de la Declaració d'Independència d'obres com les de Pedro Américo o de François-René Moreaux, amb la visió testosterònica del gran acte heroic del Príncep Pere i el seu Crit d'Ipiranga. El quadre d'Albuquerque viatja 5 dies enrere, quan arriba a Rio la carta de les Corts Portugueses donaven ordre de cessar l'autogovern de l'excolònia. S'escenifica la reunió del Consell d'Estat presidit per Maria Leopoldina, exercint de cap d'estat en funcions i debatent de tu a tu amb líders polítics com José Bonifácio o Ribeiro de Andrada.